# Georg Stöhr
Georg Heinrich Stöhr (ur. 21 maja 1885 w Offenbach am Main, zm. 29 marca 1977 tamże) – szermierz reprezentujący Cesarstwo Niemieckie, uczestnik letnich igrzysk olimpijskich w 1908 oraz 1912 roku.